# Laurence Milner Robinson
Laurence Milner Robinson (* 6. August 1885; † 1957 in Dorking) war ein britischer Diplomat.

## Leben und Tätigkeit
Robinson war ein Sohn des Geistlichen E.C. Robinson. Er wurde an der Marlborough School und an der University of Cambridge ausgebildet.
Im September 1912 trat Robinson in den britischen diplomatischen Dienst ein. Nach dem Bestehen der Eingangsprüfung wurde er am 17. September zum Vizekonsul ernannt. Seine erste Verwendung war ab dem 18. März 1913 in New York. Von dort wurde er am 22. Mai 1914 nach Santos versetzt.
Nach dem Ersten Weltkrieg wurde er ab dem 15. November 1920 in Calais verwendet. Zum 1. Januar 1921 folgte seine Beförderung zum Konsul in Budapest. In dieser Eigenschaft war er auch britischer beigeordneter Delegierter in der Internationalen Kommission für die Donau. Danach gehörte er einige Jahre lang als stellvertretender britische Kommissar der europäischen Donaukommission an.
1922 wurde er nach München geschickt, wo er für zwei Jahre blieb. Anschließend wirkte er nacheinander als Generalkonsul in Galatz in Rumänien (1924–1930), Amsterdam (1930–1934), Danzig (1934–1937) und Hamburg (1937–1939), wo er für die Länder Hamburg, Mecklenburg, Braunschweig, Lippe, Schaumburg-Lippe; preuß. Prov. Schleswig-Holstein und Hannover östlich der Weser mit Ausnahme des Stadtkreises Wesermünde zuständig war. In Hamburg wurde Robinson Zeuge der sich damals massiv intensivierenden nationalsozialistischen Judenverfolgung, worüber er zahlreiche Berichte nach London schickte, die in jüngerer Zeit als wichtige Quelle für die Judenpolitik des NS-Regimes dieser Jahre erschlossen wurden. Frank Bajohr, der diese Berichte zum Gegenstand eines längeren Aufsatzes gemacht hat, kam in diesem zu dem Urteil, dass Robinson, der vor allem in Kreisen des liberalen Hamburger Bürgertums verkehrte, in seiner Berichterstattung die nationalsozialistische Durchdrungenheit der Hamburger Bevölkerung erheblich unterschätzt habe. So meinte er noch 1939, dass Hamburg den Nationalsozialismus nie vollen Herzens unterstützt habe.
Mach dem Ausbruch des Zweiten Weltkriegs wurde Robinson nach Basel versetzt. 1940 wurde er nach Philadelphia geschickt, wo er bis zu seiner Pensionierung im Jahr 1945 verblieb.
Ende der 1930er Jahre wurde Robinson von den Polizeiorganen des NS-Staates als wichtige Zielperson eingestuft. Im Frühjahr 1940 setzte das Reichssicherheitshauptamt in Berlin ihn dann auf die Sonderfahndungsliste G.B., ein Verzeichnis von Personen, die im Falle einer erfolgreichen deutschen Invasion Großbritanniens durch die Sonderkommandos der SS-Einsatzgruppen mit besonderer Priorität ausfindig gemacht und verhaftet werden sollten.

## Familie
1933 heiratete Robinson Lesley, geb. G.A. Tomkinson.